# La Puye
La Puye és un municipi francès situat al departament de la Viena i a la regió de la Nova Aquitània. L'any 2007 tenia 581 habitants.

## Demografia

### Població
El 2007 la població de fet de La Puye era de 581 persones. Hi havia 216 famílies de les quals 64 eren unipersonals (28 homes vivint sols i 36 dones vivint soles), 92 parelles sense fills, 56 parelles amb fills i 4 famílies monoparentals amb fills.
La població ha evolucionat segons el següent gràfic:
Habitants censats

### Habitatges
El 2007 hi havia 283 habitatges, 222 eren l'habitatge principal de la família, 41 eren segones residències i 20 estaven desocupats. 273 eren cases i 9 eren apartaments. Dels 222 habitatges principals, 179 estaven ocupats pels seus propietaris, 40 estaven llogats i ocupats pels llogaters i 3 estaven cedits a títol gratuït; 1 tenia una cambra, 21 en tenien dues, 43 en tenien tres, 60 en tenien quatre i 97 en tenien cinc o més. 185 habitatges disposaven pel capbaix d'una plaça de pàrquing. A 119 habitatges hi havia un automòbil i a 86 n'hi havia dos o més.

### Piràmide de població
La piràmide de població per edats i sexe el 2009 era:
| Homes | Edats   | Dones |
| ----- | ------- | ----- |
| 4     | 95 o +  | 16    |
| 4     | 90 a 94 | 8     |
| 12    | 85 a 89 | 32    |
| 12    | 80 a 84 | 16    |
| 12    | 75 a 79 | 32    |
| 12    | 70 a 74 | 28    |
| 8     | 65 a 69 | 20    |
| 20    | 60 a 64 | 20    |
| 16    | 55 a 59 | 20    |
| 32    | 50 a 54 | 36    |
| 8     | 45 a 49 | 4     |
| 24    | 40 a 44 | 12    |
| 20    | 35 a 39 | 0     |
| 12    | 30 a 34 | 16    |
| 4     | 25 a 29 | 28    |
| 12    | 20 a 24 | 12    |
| 8     | 15 a 19 | 8     |
| 8     | 10 a 14 | 8     |
| 0     | 5 a 9   | 16    |
| 4     | 0 a 4   | 4     |

## Economia
El 2007 la població en edat de treballar era de 285 persones, 186 eren actives i 99 eren inactives. De les 186 persones actives 171 estaven ocupades (90 homes i 81 dones) i 15 estaven aturades (6 homes i 9 dones). De les 99 persones inactives 43 estaven jubilades, 18 estaven estudiant i 38 estaven classificades com a «altres inactius».

### Ingressos
El 2009 a La Puye hi havia 215 unitats fiscals que integraven 470,5 persones, la mediana anual d'ingressos fiscals per persona era de 14.960 €.

### Activitats econòmiques
Dels 25 establiments que hi havia el 2007, 3 eren d'empreses alimentàries, 5 d'empreses de construcció, 3 d'empreses de comerç i reparació d'automòbils, 1 d'una empresa de transport, 4 d'empreses d'hostatgeria i restauració, 1 d'una empresa financera, 1 d'una empresa immobiliària, 3 d'empreses de serveis, 2 d'entitats de l'administració pública i 2 d'empreses classificades com a «altres activitats de serveis».
Dels 10 establiments de servei als particulars que hi havia el 2009, 1 era una oficina bancària, 1 taller de reparació d'automòbils i de material agrícola, 1 paleta, 2 fusteries, 1 lampisteria, 1 electricista, 1 perruqueria i 2 restaurants.
Els 2 establiments comercials que hi havia el 2009 eren fleques.
L'any 2000 a La Puye hi havia 21 explotacions agrícoles que ocupaven un total de 1.560 hectàrees.

## Equipaments sanitaris i escolars
El 2009 hi havia una escola elemental.

## Poblacions més properes
El següent diagrama mostra les poblacions més properes.